# Гутник Іван Пантелійович
Іван Пантелійович (Пантелеймонович) Гутник (нар. 14 квітня 1926, село Сухий Яр, тепер Покровського району Донецької області — 16 вересня 2020, місто Новогродівка Донецької області) — український радянський діяч, шахтар, новатор виробництва, бригадир прохідників шахти № 2 «Новогродівка» тресту «Селидіввугілля» Сталінської (Донецької) області. Депутат Верховної Ради УРСР 5—6-го скликань.

## Біографія
Народився у родині селянина Пантелеймона Гутника, який на початку 1930-х років став шахтарем. Дитинство провів на Гродівському руднику (тепер — місто Мирноград) Донецької області. У 1941 році закінчив 8 класів середньої школи. Член ВЛКСМ.
З вересня 1941 по вересень 1943 року перебував під німецькою окупацією. З вересня 1943 році працював на відновленні шахти № 5/6 імені Димитрова.
З листопада 1943 по 1950 рік — у Червоній армії, учасник німецько-радянської війни. Служив шофером на 1-му Прибалтійському фронті.
З 1950 року — прохідник, бригадир прохідників, гірничий майстер, помічник начальника дільниці, помічник начальника шахти № 2 «Новогродівка» тресту «Селидіввугілля» міста Новогродівки Сталінської (Донецької) області.
Закінчив гірничий технікум у місті Селидове Донецької області.
З 1984 року — на пенсії в місті Новогродівці Донецької області.
Помер 16 вересня 2020 року на 95 році життя.

## Нагороди
- орден Трудового Червоного Прапора
- орден Вітчизняної війни ІІ ст. (6.04.1985)
- орден «За мужність» ІІІ ст. (Україна)
- ордени
- медалі
- почесний громадянин міста Новогродівки